# Betű

Betűk

A betű a beszéd közben használt egyes hangok írott vagy nyomtatott jele.

## Betűk és hangok
Fontos megkülönböztetni a betűt a hangtól: a betű az, amit leírunk, a hang pedig, amit kiejtünk. (Betűket nem szoktunk kiejteni.)
Az az írás, melyben minden hangot külön jel jelöl, betű- vagy hangírás – megkülönböztetésül az olyan írástól, melyben több hangot (szót vagy szótagot) jelöl egy jel (például a japán vagy a kínai, l. szótagírás).

### Többjegyű betűk vagy betűkapcsolatok
A betűírásban a betű fogalmát kétféleképpen is érthetjük: ha több önállóan is használt elem jelöl egyetlen hangot, általában az egész grafémát, jelkapcsolatot együttesen nevezzük betűnek (a magyarban például a gy, sz, illetve a dzs egy-egy betű, bár többjegyűek), máskor (ritkábban) a különálló jegyeket is betűnek nevezik.
Az előbbi értelemben tehát beszélhetünk egyjegyű (a, k, m stb.), kétjegyű (gy, ny, ty, zs stb.) vagy háromjegyű betűkről (mint a dzs a magyarban). A többjegyű grafémát más nyelvek kapcsán – a betűt a fenti ritkább értelmében véve – inkább betűkapcsolatnak nevezik (mint a német sch vagy az angol ough).

### A betűk és hangok közötti megfeleltetés
A betűk összessége az ábécé, mely azonban bármilyen gazdag is legyen, soha nem fejezi ki az összes hangkülönbséget, csupán a jellegzetesebbeket különíti el (l. fonéma). Az ember szóban például számos magyar nyelvjárásban kétféle e hangot ejtenek, amit mai helyesírásunk már nem jelöl (l. zárt ë).
Ugyanez fordítva is igaz: a roncsol és rontsa szavakat ugyanazzal a cs hanggal ejtjük; hasonlóképp, az estéje és estélye szavak is tökéletesen ugyanúgy hangoznak. Ezt a jelenséget nevezik az írás csapdájának: némelyek esetleg úgy hiszik, hogy csupán hanyagságból nem úgy ejtjük a szavakat, ahogy le vannak írva, például „él-jen”, „mond-ja”. Ez tévedés: az említett szavaknak tökéletesen helyes magyar kiejtése ez: [éjjen], [mongya]. A beszéd és az írás közül a beszéd az elsődleges és meghatározó, ennek soha nem kell az íráshoz igazodnia. Az írott alakhoz mereven igazodó kiejtés nyelvi hiba, betűejtésnek nevezik.
Így van ez a legtöbb nyelvben, ahol a szóelemző írásmód érvényesül, így a magyarban is.
A betűk számos nyelvben nem egy az egyhez módon igazodnak a kiejtéshez, hanem más módon utalnak rá, vagy olykor némák (nem hangzanak). A német Handel, warten (ejtsd: [hándl], [vártn]) szavakban például néma az e, vagy csak mormoltan ([ö]-szerűen) hangzik. – Az angol tub és tube szavak kiejtett alakjában csak egy magánhangzó szerepel, az előbbi [táb], az utóbbi [tjúb]-ként hangzik: az e tehát itt az u betű kétféle kiejtését különíti el. – A francia grand és grande szavakban az e a szó végi d kiejtését engedélyezi: [grã], illetve [grãd] az ejtésük.

## A betűk írása a magyar nyelvben
Megkülönböztetünk kis- és nagybetűket (például a és A, f és F, ly és Ly). A magyar helyesírás szerint a nagybetűknek csak az első jegyét írjuk naggyal. Csupa nagybetűvel szedett feliratok esetén a többjegyű betűk minden jegyét naggyal szoktuk írni. Tulajdonnévi betűszók, mozaikszavak esetében ritkán csak az első jegyet írják naggyal a többjegyű betűkben.
Az ékezeteket (például ú, ü, ű) a nagybetűkre is kitesszük (Ú, Ü, Ű) – ez alól kivétel a rövid i, amely nagybetűként ékezet nélkül áll: I (a j-hez hasonló módon).